# NAOMI (歌手)
中野尚美（なかのなおみ、1964年1月30日 - ）は、日本の元歌手、元タレント。旧姓および旧芸名は小久保。群馬県安中市出身。群馬県立高崎商業高等学校、慶應大学通信科中退、Hawaii大学NICEプログラム卒業。血液型A型。夫は元競輪選手・自転車競技選手の中野浩一。2009年に芸能活動から完全に引退。2021年現在、芸能事務所「株式会社アルカンシェル」代表取締役。

## 来歴
- 1981年12月、渡辺プロダクションにスカウトされ、その後全体のオーディションに合格[1]。その後デビューに向けて東京音楽学院でレッスンを積む[1]。
- 1983年6月、「誰にも云わないで」で本名の小久保尚美名義で渡辺プロダクションから歌手デビュー[1]。(2年弱で引退)専門学生になる。
- 1987年1月、中野浩一と結婚。
- 2000年、フランス語習得のため短期留学。
- 2000年、2001年、1年間ハワイ大学に語学留学した。

中野浩一が引退後、慶應義塾大学通信科に合格。その後留学等のため、慶應義塾大学を中退した。

## 人物
20歳の1984年頃からシャネルに傾倒しており、シャネリストであると公言している。
45歳の時に癌性の子宮筋腫に罹患し、癌の可能性があったため、子宮を全摘出した。これを機に芸能活動を全て引退。
49歳の時に急性腹膜炎により緊急手術を受ける。退院後も、免疫低下症、甲状腺機能ホルモン異常、首にできたリンパ腺腫が確認され、以後現在も闘病中である。
2018年、自身のブログ、Facebookを休止した。同年10月、自身が代表を務める所属事務所（株）アルカンシェルから「中野は45歳で一切の芸能活動を引退しており、既に一般人であり裏方である」という見解を改めて発表した。同年12月、読者に感謝を述べた後、自身のオフィシャルブログを閉鎖。以降、SNSはInstagram、事務所のTwitterのみに留めている。

## ディスコグラフィ

### シングル
| 発売日              | レーベル                         | 規格品番   | 面           | タイトル                     | 作詞       | 作曲       | 編曲       | 備考                                   |
| ------------------- | -------------------------------- | ---------- | ------------ | ---------------------------- | ---------- | ---------- | ---------- | -------------------------------------- |
| 小久保尚美名義      |                                  |            |              |                              |            |            |            |                                        |
| 1983年10月12日      | アポロン                         | AY07-9     | A            | 誰にも云わないで             | 遠藤実     | 遠藤実     | 只野通泰   | 愛川みさのカバー曲                     |
| 1983年10月12日      | アポロン                         | AY07-9     | B            | 雨やどり                     | フォーメン | フォーメン | 森岡賢一郎 |                                        |
| 1983年              | アポロン                         | AY07-15    | A            | 一日聖女（いちにちマドンナ） | 橋本淳     | 中村泰士   | 若草恵     |                                        |
| 1983年              | アポロン                         | AY07-15    | B            | ロストラブ                   | 中村泰士   | 中村泰士   | 若草恵     |                                        |
| NAOMI名義           |                                  |            |              |                              |            |            |            |                                        |
| 1994年8月10日       | ニュートーラス                   |            | A            | あの日のように               | NAOMI      | TOHITARO   | TOHITARO   | 公共広告機構（現・ACジャパン）CMソング |
| 1994年8月10日       | ニュートーラス                   | B          | もう迷わない | アートネイチャーCMソング     | NAOMI      | TOHITARO   | TOHITARO   |                                        |
| 中野浩一＆NAOMI名義 |                                  |            |              |                              |            |            |            |                                        |
| 1997年12月10日      | 徳間ジャパンコミュニケーションズ | TKDA-71309 | 1            | 愛のRhapsody                 | NAOMI      | TOSHITARO  | TOSHITARO  | アートネイチャーCMソング               |
| 1997年12月10日      | 徳間ジャパンコミュニケーションズ | TKDA-71309 | 2            | トキメキは消せない           | NAOMI      | TOSHITARO  | TOSHITARO  |                                        |

## テレビ
- 生活ほっとモーニング
- ザ・ワイド
- 夫婦の事件簿
- ルックルックこんにちは
- あんグラ!NOW
- 壮絶バトル!花の芸能界
- すてきな出逢い いい朝8時
- ジャスト
- 痛快!知らぬは男ばかりなり
- ふうふうごはん
- 27時間テレビ
- スーパーモーニング
- 出没!アド街ック天国

## ラジオ
- いすゞ歌うヘッドライト〜コックピットのあなたへ〜（1984年4月 - 9月、TBSラジオ）※小久保尚美名義
- NAOMIのparles d'egoiste

## アルカンシェル
中野が"代表取り締まられ役〔ママ〕"を務める芸能事務所。所属タレントは夫である中野浩一。2016年1月1日より2019年8月24日まで加護亜依も籍を置いていた。2019年11月から3カ月間、市井紗耶香と業務提携をしていた。現在は夫中野浩一を中心に、業務提携としてASKAもサポートしている。